# Віттіхенау
Віттіхенау (нім. Wittichenau, в.-луж. Kulow) — місто в Німеччині, розташоване в землі Саксонія. Входить до складу району Бауцен.
Площа — 62,24 км2. Населення становить 5723 ос. (станом на 31 грудня 2020).